# Cifelliodon wahkarmoosuch
Il cifelliodonte (Cifelliodon wahkarmoosuch) è un mammaliaforme estinto, appartenente agli aramiidi. Visse nel Cretaceo inferiore (Barremiano, circa 128 - 125 milioni di anni fa) e i suoi resti fossili sono stati ritrovati in Nordamerica.

## Descrizione
L'olotipo di Cifelliodon wahkarmoosuch è un cranio eccezionalmente conservato. Il cranio era lungo circa 7 centimetri, e quindi l'animale intero doveva essere piuttosto grosso se rapportato ad altri aramiidi. Si suppone che Cifelliodon fosse pesante poco più di un chilogrammo. Il cranio era largo e basso, con una dentatura ridotta. Era presente una cresta sagittale prominente. La dentatura era costituita da due incisivi, un canino e quattro postcanini; tutti i denti (con l'eccezione degli ultimi due "molari") erano rotti alla base; i due ultimi molari non erano ancora spuntati completamente e quindi le loro corone dentarie si sono conservate perfettamente, aiutando a identificare il gruppo d'appartenenza di Cifelliodon. Il cranio ben conservato ha permesso ai paleontologi di osservare la morfologia dell'endocranio e la taglia della cavità encefalica. Sembra che il cervello di questo animale fosse una via di mezzo, come forma e dimensione, tra quello dei mammaliaformi arcaici e quello dei primi veri mammiferi. Sembra inoltre che Cifelliodon possedesse un senso dell'olfatto ben sviluppato, come anche molti mammiferi mesozoici.

## Classificazione
Cifelliodon wahkarmoosuch venne descritto per la prima volta nel 2018, sulla base di un cranio fossile eccezionalmente conservato, rinvenuto nella formazione Cedar Mountain (Yellow Cat Member), in terreni risalenti al Barremiano in Utah (Stati Uniti). Il cranio venne rinvenuto nel 2006 sotto i fossili della zampa di un grande dinosauro erbivoro; un'analisi a raggi x ha permesso di comprendere l'esatta natura di questo animale, mettendo in evidenza le caratteristiche dei molari non ancora emersi completamente. Cifelliodon è considerato un rappresentante degli Hahnodontidae, un enigmatico gruppo di mammaliaformi in precedenza ritenuti una famiglia di multitubercolati, e quindi considerati veri mammiferi; la scoperta di Cifelliodon ha dimostrato che gli hahnodontidi erano in realtà appartenenti agli aramiidi (Haramiyida), un altrettanto enigmatico gruppo di mammaliaformi arcaici, solo lontanamente imparentati con i mammiferi.
Il nome generico Cifelliodon significa "dente di Cifelli", in onore di Richard Cifelli, un paleontologo che si è occupato spesso di mammiferi estinti. L'epiteto specifico, wahkarmoosuch, deriva dalle due parole Ute wahkar ("giallo") e moosuch ("gatto"), con riferimento allo Yellow Cat Member dove sono stati ritrovati i fossili.